# Senotainia navigatrix
Senotainia navigatrix är en tvåvingeart som först beskrevs av Meijere 1910.  Senotainia navigatrix ingår i släktet Senotainia och familjen köttflugor. Inga underarter finns listade i Catalogue of Life.